# TRAPPIST-1 d
2MASS J23062928-0502285 d
TRAPPIST-1 d est la troisième exoplanète tellurique du système planétaire de TRAPPIST-1 dont la découverte est annoncée en 2016. C'est la sixième plus grosse planète du système.

## Caractéristiques

### Caractéristiques physiques
TRAPPIST-1 d a un rayon de 0,788 fois la Terre avec une incertitude de 0,020, soit à peu près 5 020 km. Sa masse fait environ 0,297 fois celle de la Terre, c'est la moins massive de toutes les planètes du système de TRAPPIST-1 qu'on ait découverte. Sa densité fait environ 0,616 fois celle de la Terre. TRAPPIST-1 d ainsi que d'autres planètes pourraient contenir beaucoup d'eau voire être des planètes océans. Sa température moyenne est 282 K (8,85°) mais vu que la planète est en rotation synchrone, il y ferait plus chaud dans la partie éclairée par son étoile et l'eau serait à l'état liquide, et plus froid et à l'état solide dans la partie non éclairée,.
La planète pourrait contenir également un noyau de roche et de fer d'un diamètre d'environ 2820 km ou être composée uniquement de roches et d'eau mais sans noyau.

### Caractéristiques orbitales
Cette planète orbite autour de son étoile en 4,5 jours et est à environ 0,02 UA de son étoile, soit environ 3 millions de km. La Terre est à 150 millions de km du Soleil, mais l'étoile est une naine brune et sa luminosité n'est pas très importante ce qui permet à la planète d'être dans la zone habitable.

## Habitabilité
Comme sur beaucoup de planètes du système de TRAPPIST-1, TRAPPIST-1 d pourrait avoir beaucoup d'eau. Elle pourrait être donc habitable, mais la partie éclairée par l'étoile serait trop chaude vu que cette planète est en rotation synchrone. De plus, elle est située dans la partie plutôt chaude de la zone habitable, ce qui veut dire que son étoile éclaire beaucoup la planète et qu'il y ferait très chaud, donc la vie sur la partie éclairée pourrait se développer difficilement. Mais la vie pourrait bien se développer dans la zone crépusculaire, car les rayons de l'étoile y sont moins forts mais elle éclaire suffisamment pour qu'il fasse ni trop chaud ni trop froid. Dans la partie sombre, la vie ne pourrait pas vraiment se développer car il y a un manque de luminosité et il y ferait trop froid, l'eau serait à l'état de glace. Cependant, cette planète pourrait aussi être recouverte d'un océan, donc être une planète-océan,.
Cette planète présente un indice de similarité avec la Terre de 0,90, ce qui veut dire qu'elle a beaucoup de points communs avec notre planète.